# East Arrowwood Creek
East Arrowwood Creek är ett vattendrag i Kanada.   Det ligger i provinsen Alberta, i den centrala delen av landet, 2 800 km väster om huvudstaden Ottawa.
Trakten runt East Arrowwood Creek består i huvudsak av gräsmarker. Trakten runt East Arrowwood Creek är nära nog obefolkad, med mindre än två invånare per kvadratkilometer.